# Assassinato da família Sakamoto

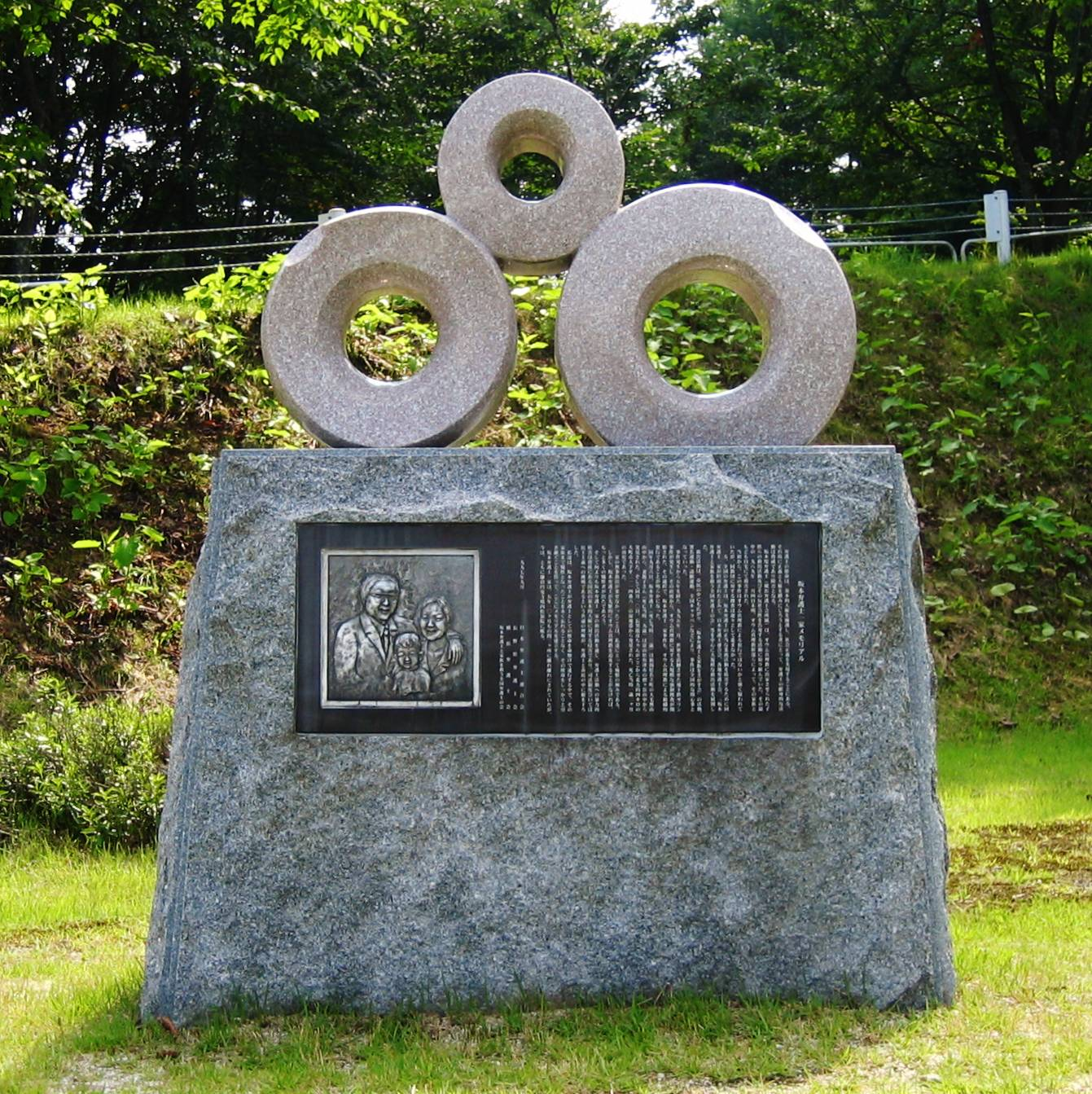
Cenotáfio da família Sakamoto

Em 5 de novembro de 1989, Tsutsumi Sakamoto (坂本 堤 Sakamoto Tsutsumi, 6 de abril de 1956 - 5 de novembro de 1989), um advogado que estava envolvido em uma ação coletiva contra a Aum Shinrikyo, um culto apocalíptico no Japão, foi brutalmente assassinado, juntamente com sua esposa Satoko e seu filho Tatsuhiko, por intrusos que invadiram seu apartamento. Seis anos após esse trágico evento, que abalou a sociedade japonesa, veio à tona que os assassinos eram de fato membros da Aum Shinrikyo na época do crime, lançando luz sobre a obscura e perigosa natureza do culto. Este assassinato foi um prenúncio dos atos ainda mais hediondos perpetrados pelo grupo, incluindo o ataque mortal ao metrô de Tóquio em 1995, que chocou o mundo e levou à desmascaramento e punição dos responsáveis pelos crimes. 

## Tsutsumi Sakamoto
Tsutsumi nasceu em Yokosuka, Kanagawa, Japão. Após concluir seus estudos na Yokosuka High School, ele ingressou na prestigiada Universidade de Tóquio, onde se formou em Direito. Após sua graduação, Tsutsumi trabalhou como estagiário de direito até ser aprovado no exame de ordem em 1984, aos 27 anos de idade. Ele então se tornou membro da Ordem dos Advogados de Yokohama. A partir de 1987, Tsutsumi iniciou sua carreira como advogado no Yokohama Law Offices, onde dedicou seu talento e habilidades jurídicas ao serviço da justiça e da comunidade.
Na época de seu trágico assassinato, Sakamoto era reconhecido como um advogado dedicado à luta contra cultos religiosos. Ele havia liderado com sucesso uma ação coletiva contra a Igreja da Unificação em nome de familiares de membros da referida igreja. Nessa ação, os autores buscavam a transferência de bens para o grupo e compensações pelos danos causados pelo desgaste nas relações familiares decorrente da participação dos membros na igreja. Uma parte fundamental do plano de Sakamoto foi uma campanha de relações públicas na qual os manifestantes buscavam chamar a atenção pública para sua causa. Essa estratégia teve um impacto significativo e resultou em um sério golpe financeiro para a Igreja da Unificação, demonstrando assim a eficácia das ações de Sakamoto na defesa dos direitos das vítimas de cultos religiosos. Infelizmente, seu compromisso com essa causa acabou custando-lhe a vida.
Ao organizar uma campanha de relações públicas anti-Aum, semelhante à que conduziu contra a Igreja da Unificação, Sakamoto aparentemente visava demonstrar que os membros da Aum não se juntaram ao grupo voluntariamente. Em vez disso, ele sugeriu que foram atraídos por engano e possivelmente mantidos contra sua vontade por meio de ameaças e manipulações. Além disso, Sakamoto destacou que a Aum estava envolvida em práticas financeiras questionáveis, como a venda de itens religiosos a preços muito acima do mercado, uma tática conhecida como "vendas espirituais", que drenava dinheiro das famílias dos membros. A estratégia de Sakamoto visava não apenas obter uma sentença favorável para seus clientes, mas também enfraquecer ou até mesmo falir a Aum, privando o grupo de seus recursos financeiros e minando sua influência. Se bem-sucedida, essa abordagem poderia ter significado um golpe devastador para a Aum, potencialmente levando à sua dissolução ou, pelo menos, enfraquecendo consideravelmente sua capacidade de operar. Infelizmente, Sakamoto nunca pôde ver os frutos de seu trabalho, pois sua vida foi brutalmente interrompida antes que seus esforços pudessem se concretizar.
Em 1988, como parte de seus esforços para avançar com a ação coletiva contra a Aum Shinrikyo, Sakamoto fundou a Aum Shinrikyo Higai Taisaku Bengodan, que pode ser traduzida como "Coalizão de Ajuda para os Afetados pela Aum Shinrikyo". Mais tarde, esse grupo foi renomeado como Aum Shinrikyo Higaisha-no-kai, ou "Associação das Vítimas da Aum Shinrikyo". Sob esse título, o grupo continuou suas operações até pelo menos 2006, proporcionando apoio e advocacia para aqueles afetados pelas atividades da Aum Shinrikyo e buscando justiça em seu nome. A criação e persistência dessa associação testemunham o compromisso duradouro de Sakamoto e de outros envolvidos em garantir que as vítimas da Aum Shinrikyo fossem ouvidas e apoiadas em sua busca por justiça.
Após o desaparecimento trágico de Sakamoto, o advogado Taro Takimoto assumiu a maioria das atividades legais anti-Aum Shinrikyo que Sakamoto vinha conduzindo. Takimoto assumiu o importante papel de continuar a luta legal iniciada por Sakamoto em nome das vítimas e suas famílias, buscando responsabilizar os responsáveis pelos crimes perpetrados pelo culto.

## As circunstâncias do assassinato
Em outubro de 1989, a Tokyo Broadcasting System Television (TBS) realizou uma entrevista com Sakamoto sobre seus esforços anti-Aum. No entanto, a rede decidiu mostrar secretamente o vídeo da entrevista aos membros da Aum, sem o conhecimento ou consentimento de Sakamoto, violando assim sua proteção como fonte de informação. Posteriormente, os funcionários da Aum pressionaram a TBS a cancelar a transmissão planejada da entrevista, aproveitando-se da quebra de confiança e do uso indevido das informações fornecidas por Sakamoto.
Vários dias depois, em 3 de novembro de 1989, diversos membros da Aum Shinrikyo, incluindo Hideo Murai, o cientista-chefe, Satoro Hashimoto, um mestre de artes marciais, Tomomasa Nakagawa e Kazuaki Okazaki, dirigiram até Yokohama, onde Sakamoto vivia. Eles estavam carregando uma bolsa contendo 14 agulhas hipodérmicas e uma quantidade de cloreto de potássio. De acordo com depoimentos judiciais prestados pelos criminosos mais tarde, o plano deles era usar a substância química para sequestrar Sakamoto na estação de trem Shinkansen de Yokohama. No entanto, contrariando suas expectativas, Sakamoto não apareceu conforme o planejado. Era um feriado nacional, o "Dia da Cultura" (Bunka no hi), e ele optou por passar o dia em casa, dormindo ao lado de sua família.
Às 3 horas da madrugada do dia 5 de novembro, o grupo entrou no apartamento de Sakamoto através de uma porta destrancada. Tsutsumi Sakamoto foi brutalmente atacado, sendo golpeado na cabeça com um martelo, injetado com cloreto de potássio e estrangulado. Sua esposa, Satoko Sakamoto (29 anos), também foi alvo do grupo, sendo espancada e injetada com cloreto de potássio. Seu filho, Tatsuhiko Sakamoto, com apenas 14 meses de idade, foi injetado com cloreto de potássio e, em seguida, teve o rosto coberto com um pano. Os restos mortais da família foram então colocados em tambores de metal e escondidos em três áreas rurais separadas, localizadas em três províncias diferentes (Tsutsumi em Niigata, Satoko em Toyama e Tatsuhiko em Nagano). Esse método foi escolhido para evitar que a polícia conectasse os três incidentes caso os corpos fossem descobertos. Para eliminar evidências, os lençóis foram queimados, as ferramentas utilizadas foram jogadas no oceano e os dentes das vítimas foram intencionalmente danificados para dificultar sua identificação.
Os corpos das vítimas permaneceram ocultos até que os perpetradores fossem capturados em conexão com o ataque ao metrô de Tóquio em 1995. Somente então eles revelaram os locais onde haviam escondido os corpos. Quando a polícia finalmente encontrou os corpos, estes estavam reduzidos a ossos, devido ao longo período de ocultação.

## Consequências
Conforme relatado pela NHK em 2015, a polícia metropolitana de Tóquio recebeu uma denúncia indicando que um membro da Aum Shinrikyo estava envolvido no assassinato de Tsutsumi Sakamoto e sua família. Em resposta a essa denúncia, em 1991, as autoridades iniciaram uma investigação sobre as instalações da seita na cidade. No entanto, a investigação foi abruptamente encerrada após apenas dois meses, devido ao fato de que o assassinato ocorreu em Yokohama, que estava fora da jurisdição da polícia de Tóquio. Essa limitação territorial frustrou os esforços da polícia em avançar com a investigação e lançou um véu de impunidade sobre os perpetradores do crime por vários anos.
Evidências do envolvimento da Aum Shinrikyo nos assassinatos de Tsutsumi Sakamoto e sua família emergiram seis anos após o crime inicial. Essas evidências vieram à tona depois que vários seguidores seniores da seita foram presos por outras acusações, principalmente relacionadas ao ataque mortal ao metrô de Tóquio. As investigações subsequentes revelaram os detalhes chocantes dos assassinatos de Sakamoto e sua família, bem como o papel desempenhado pelos membros da Aum no planejamento e execução desses terríveis atos.
Todos os envolvidos nos assassinatos de Sakamoto, incluindo aqueles que participaram diretamente do crime e aqueles que planejaram e ordenaram sua execução, foram finalmente identificados, julgados e condenados. Como resultado de seus crimes hediondos, todos os perpetradores receberam sentenças de morte. O tribunal concluiu que o assassinato foi cometido por ordem do fundador do grupo, Shoko Asahara, apesar de nem todos os perpetradores testemunharem nesse sentido e Asahara negar seu envolvimento. A equipe jurídica de Asahara argumentou que culpá-lo era uma tentativa de transferir a responsabilidade pessoal para uma autoridade superior. Essa defesa sugeria que Asahara estava sendo injustamente responsabilizado por ações individuais de membros da seita e que ele não havia ordenado diretamente os assassinatos. No entanto, o tribunal considerou as evidências apresentadas e concluiu que Asahara era o principal instigador por trás dos crimes, baseado em uma série de fatores, incluindo testemunhos de outros membros da Aum e provas documentais.
Apesar das alegações de inocência de Asahara, o tribunal considerou-o culpado e ele foi condenado por seu papel nos assassinatos, juntamente com outras acusações relacionadas às atividades criminosas da Aum Shinrikyo. Esta decisão do tribunal refletiu o entendimento de que, como líder espiritual e fundador da seita, Asahara exercia uma influência significativa sobre seus seguidores e era responsável pelas ações cometidas em nome da organização.
Depois que a culpa da Tokyo Broadcasting System nos assassinatos foi descoberta, a rede enfrentou uma onda de indignação pública e foi inundada de reclamações. A revelação de que a TBS havia secretamente compartilhado uma entrevista com membros da Aum Shinrikyo, contribuindo indiretamente para os assassinatos de Tsutsumi Sakamoto e sua família, gerou indignação generalizada e perda de confiança no canal de televisão. Diante da pressão pública e das repercussões negativas, o presidente da empresa foi forçado a renunciar. 

## Julgamento e condenação dos perpetradores
Após os ataques em Tóquio, a polícia acusou os membros da Aum Hideo Murai, Tomomasa Nakagawa, Kazuaki Okazaki e Satoro Hashimoto pelo assassinato da família Sakamoto. No entanto, o julgamento de Okazaki foi notavelmente rápido, pois ele se declarou culpado de todas as acusações, o que resultou em um processo mais rápido. Em contrapartida, Murai nunca chegou a ser julgado pelo seu envolvimento nos assassinatos. Ele foi tragicamente morto a facadas por um assassino coreano em abril de 1995, enquanto estava sob custódia policial. O processo judicial contra Okazaki prosseguiu, e em outubro de 1998, ele foi considerado culpado pelas acusações relacionadas ao assassinato da família Sakamoto, entre outras. 
Em 2000, os dois últimos perpetradores, Nakagawa e Hashimoto, foram finalmente condenados pelos assassinatos da família Sakamoto. Em um desfecho aguardado, em 25 de julho de 2000, Okazaki, Nakagawa e Hashimoto receberam a sentença de morte pelos terríveis crimes que cometeram. Além disso, em 28 de julho de 2000, Kiyohide Hayakawa também foi condenado à morte por seu papel no assassinato da família Sakamoto. Em 2017, Nakagawa publicou um livro de memórias da prisão, no qual ele renunciou às suas crenças na Aum Shinrikyo, o culto ao qual pertencia, e fez um pedido de desculpas sincero às famílias das vítimas. Ele se referiu ao líder da Aum, Shoko Asahara, como um "criminoso", marcando uma ruptura clara com as ideologias e práticas do grupo ao qual um dia pertenceu.

Após a morte de Kim Jong-nam em 2017, meio-irmão do líder norte-coreano Kim Jong-un, Nakagawa enviou uma carta da prisão na qual expressou uma teoria intrigante. Ele sugeriu que a morte de Kim Jong-nam teria sido causada por envenenamento com VX, uma substância química altamente tóxica que a Aum Shinrikyo havia produzido e utilizado na década de 1990 em seus ataques terroristas. Nakagawa foi executado em 6 de julho de 2018, enquanto Okazaki e Hashimoto foram executados em 26 de julho de 2018, ocorreu 18 anos e um dia após serem condenados à morte pelos assassinatos da família Sakamoto.